# Chersonský rajón
Chersonský rajón (ukrajinsky Херсонський район) je rajón v Chersonské oblasti na Ukrajině. Hlavním městem je Cherson a rajón má přibližně 464 tisíc obyvatel. Přibližně polovina rajónu (včetně města Olešky), nacházející se na levém břehu Dněpru, je od počátku ruské invaze na Ukrajinu okupována Ruskou federací.

## Města v rajónu
- Cherson
- Olešky